# 石黒久也
石黒 久也（いしぐろ ひさや、1962年4月10日 ‐ ）は、日本の俳優、声優。宝井プロジェクト所属。愛知県出身。

## 人物
以前はテアトル・エコーに所属していた。
方言は名古屋弁で方言指導もできる。
特技はギター、ナレーション、アテレコであり、32歳までジャズダンスをしていた。

## 出演

### テレビドラマ
- 探偵倶楽部（2003年）
- オレンジデイズ（2004年） - 結婚式の客
- 不信のとき（2006年） - 産婦人科医師
- Xenos（2007年） - 後援会の男
- 貧乏男子 ボンビーメン（2008年）
- ゲゲゲの女房（2010年） - 大蔵省の職員
- 外交官 黒田康作（2011年） - 三元石油の男性
- 専業主婦探偵〜私はシャドウ（2011年） - 小沼義夫
- リバースエッジ 大川端探偵社（2014年） - 運送会社事務員
- 監察医 朝顔 第2シリーズ 第15話（2021年2月22日、フジテレビ） - 床屋 役
- ケイジとケンジ、時々ハンジ。 第6話（2023年5月18日、テレビ朝日） - 大竹秀夫 役
- 婚活1000本ノック 第6話（2024年2月21日、フジテレビ）- 石川和弘 役

### テレビアニメ
1994年
- マクロス7（士官、艦長）

1995年
- 黄金勇者ゴルドラン（ハチ）
- 獣戦士ガルキーバ（司令）

1998年
- MASTERキートン（アベック男）

### OVA
1994年
- BADBOYS2（ヤンキーA）

1998年
- 真ゲッターロボ 世界最後の日（パイロットA）

### 劇場アニメ
1995年
- ルパン三世 くたばれ!ノストラダムス（ハイ・ジャッカー）

1996年
- ルパン三世 DEAD OR ALIVE

### 吹き替え
- 天使にラブ・ソングを2
- 花嫁のパパ（ハワード・ワインスタイン〈B・D・ウォン〉）
- 花嫁のパパ2（ハワード・ワインスタイン〈B・D・ウォン〉）
- パワーレンジャー（シェルショック）
- マペット放送局（アンディ）
- ゲット・ショーティ

### 特撮
1996年
- 超光戦士シャンゼリオン（バシーザの声、ゴハットの声及び人間態）
- ビーファイターカブト（甲亀獣ガメゲロンの声）

1997年
- 電磁戦隊メガレンジャー（コウモリネジレの声）

2025年
- ナンバーワン戦隊ゴジュウジャー（町内会員）